# Макаровка (Наро-Фоминский район)
Макаровка — деревня в Наро-Фоминском районе Московской области, входит в состав сельского поселения Веселёвское. Население — 33 чел. (2010), в деревне числятся 2 садовых товарищества. До 2006 года Макаровка входила в состав Шустиковского сельского округа.
Деревня расположена в юго-западной части района, на реке Руть (приток Протвы), примерно в 13 км к юго-западу от города Верея, у границы с Можайским районом, высота центра над уровнем моря 194 м. Ближайшие населённые пункты — Субботино в 1 км на запад и Никольское в 1,8 км на северо-восток.

## Население
| 2002 | 2006 | 2010 |
| ---- | ---- | ---- |
| 32   | ↘25  | ↗33  |